# Casa al carrer del Forn, 7 (Caldes de Montbui)
La Casa al carrer del Forn, 7 és una obra de Caldes de Montbui (Vallès Oriental) protegida com a bé cultural d'interès local. Possiblement l'inici de la construcció és dels segles XVI-XVII, encara que posteriorment ha sofert moltes modificacions.

## Descripció
És un edifici unifamiliar entre mitgeres, de planta baixa i dos pisos, d'aproximadament nou metres de façana principal amb un pati o jardí al darrere. L'edifici dona façana a dos carrers (Carrers del Forn i d'Agulló). L'estructura és la tradicional de gruixuts murs portants de maçoneria i forjats unidireccionals, de bigues i biguetes de fusta. La coberta és inclinada, de teula aràbiga, amb un petit ràfec, a manera de cornisa de ceràmica al carrer del Forn.
La façana no té cap component clar que domini per sobre de l'altre, és força neutra, encara que es poden diferenciar molt clarament tres franges horitzontals amb una tipologia i una disposició dels forats molt diferent. A la planta baixa les obertures són de grans dimensions (entrada de la farmàcia), amb un aplacat de marbre que fa de sòcol. A la segona planta hi ha dues obertures totalment diferents amb llindes i brancals de pedra i amb ornaments gòtics. El pis superior té una galeria de cinc arcades d'arc de mig punt. Del conjunt destaquen principalment les dues finestres gòtiques de la façana, d'un gran treball escultòric de motllures i relleus i d'una refinada decoració.
L'acabat de la façana és arrebossat. L'alçat queda coronat per una cornisa formada per peces de ceràmica i rematada per un canaló també de peces de ceràmica. Són interessants alguns elements estructurals que hi ha a l'interior de l'edifici (arcades de pedra).